# Rathenaustraße 10 (Quedlinburg)

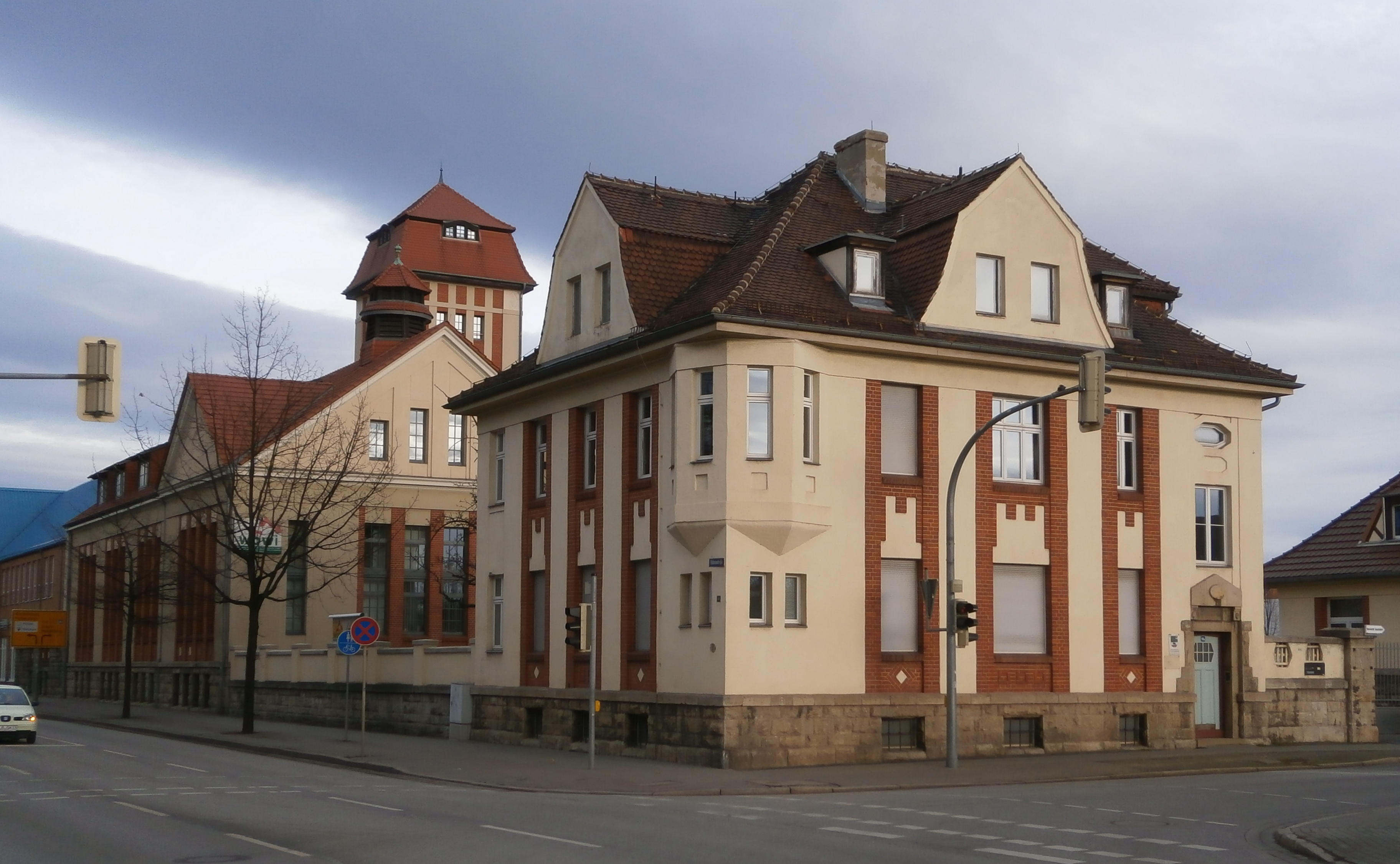
Haus Rathenaustraße 10

Die Rathenaustraße 10 ist ein denkmalgeschütztes Gebäudeensemble in der Stadt Quedlinburg in Sachsen-Anhalt.

## Lage
Es befindet sich südlich der historischen Neustadt Quedlinburgs, auf der Südseite der Rathenaustraße und ist im Denkmalverzeichnis des Landes Sachsen-Anhalt als Gaswerk eingetragen.

## Architektur und Geschichte
Die Erschließung des Geländes erfolgt ab 1863 im Zusammenhang mit der Errichtung der benachbarten Gasanstalt Quedlinburg. In den Jahren 1909 bis 1913 erfolgten im Zuge einer Betriebserweiterung Neu- und Erweiterungsbauten. Die im Jugendstil gestalteten Gebäude weisen neobarocke Elemente auf und entstanden nach Plänen des Quedlinburger Stadtbaurates Max Voss. Es bestehen zwei für das Direktorium und die Verwaltung errichtete Gebäude in Villenform. Darüber hinaus sind auf dem großen Gelände auch die Funktionsgebäude weitgehend vollständig erhalten. So sind auch ein Wasserturm, das Kauengebäude und die Gaswäsche vorhanden.
Anlässlich des 50-jährigen Bestehens der Anlage wurde 1913 ein als Brunnen gestalteter Gedenkstein errichtet. Er trägt die Inschrift 1863-1913 und ist mit einer geschmiedeten Krone versehen.
Seit 2024 wird das Ensemble als Teilobjekt des Baudenkmals der benachbarten Gasanstalt geführt.